# ایستگاه متروی موزه بریتانیا
ایستگاه موزه بریتانیا یک ایستگاه از خط مرکزی و از خطوط متروی لندن است.که در نزدیکی موزه بریتانیا قرار دارد. این ایستکاه در ۳۰ ژوئیه ۱۹۰۰ افتتاح و در ۲۴ سپتامبر ۱۹۳۳ از رده خارج شد .

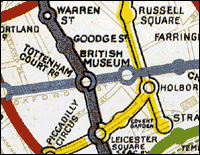